# Paul Thys
Paul Thys (* 2. Mai 1946 in Lier) ist ein ehemaliger belgischer Leichtathlet, der im Langstreckenlauf sowie im Hindernislauf an den Start ging. Er war Inhaber des belgischen Landesrekordes über 3000 m Hindernis und gewann 1974 die Silbermedaille über 3000 Meter bei den Halleneuropameisterschaften in Göteborg.

## Sportliche Laufbahn
Erste internationale Erfahrungen sammelte Paul Thys vermutlich beim Cross der Nationen 1969 in Clydebank, bei denen er nach 38:23 min auf den 35. Platz im Einzelrennen gelangte und in der Teamwertung die Bronzemedaille hinter den Teams aus England und Frankreich gewann. Im Jahr darauf wurde er beim Cross der Nationen 1970 in Vichy in 38:08 min 30. im Einzelrennen und gewann in der Teamwertung erneut die Bronzemedaille hinter England und Frankreich. Beim Cross der Nationen 1971 in Donostia / San Sebastián erreichte er nach 41:03 min Platz 54 im Einzelbewerb und gewann in der Teamwertung die Silbermedaille hinter dem englischen Team. Im August startete er im 3000-Meter-Hindernislauf bei den Europameisterschaften in Helsinki und schied dort mit 8:41,11 min in der Vorrunde aus. Im Jahr darauf nahm er an den Olympischen Sommerspielen in München teil und kam auch dort mit 8:35,0 min nicht über den Vorlauf hinaus. 1974 gewann er bei den Halleneuropameisterschaften in Göteborg in 7:51,76 min die Silbermedaille im 3000-Meter-Lauf hinter seinem Landsmann Emiel Puttemans und im September schied er bei den Europameisterschaften in Rom mit 8:34,2 min im Vorlauf im Hindernislauf aus. Im Jahr darauf gelangte er bei den Halleneuropameisterschaften in Katowice mit 8:21,8 min auf Rang 13 über 3000 Meter und anschließend wurde er bei den Crosslauf-Weltmeisterschaften in Rabat 143. 1976 nahm er erneut an den Olympischen Sommerspielen in Montreal teil und schied dort mit 8:31,55 min in der Vorrunde aus. Im Jahr darauf belegte er bei den Halleneuropameisterschaften in San Sebastián in 8:08,4 min den siebten Platz über 3000 Meter und kurz darauf erreichte er bei den Crosslauf-WM in Düsseldorf Rang 154. 1978 gelangte er bei den Halleneuropameisterschaften in Mailand mit 7:55,7 min auf Rang sieben über 3000 Meter und im September schied er bei den Freiluft-Europameisterschaften in Prag mit 8:43,8 min im Vorlauf über die Hindernisse aus. 
1977 wurde Thys belgischer Meister im 5000-Meter-Lauf sowie von 1970 bis 1979 und 1981 über 3000 m Hindernis. 

## Persönliche Bestleistungen
- 1500 Meter: 3:43,6 min, 4. September 1973 in Brüssel
- 3000 Meter: 7:53,0 min, 15. Mai 1974 in Brüssel
  - 3000 Meter (Halle): 7:51,76 min, 10. März 1974 in Göteborg
- 5000 Meter: 13:31,2 min, 18. August 1978 in Brüssel
- 3000 m Hindernis: 8:22,8 min, 18. Juni 1978 in Sittard